# Nam Lào
Nam Lào hay thường gọi là Hạ Lào, là bốn tỉnh phía Nam của nước Lào gồm Attapeu, Saravane, Sekong, Champasack. Hạ Lào có dân số khoảng 1,11 triệu người vào năm 2004, chiếm khoảng 18,3% tổng dân số của Lào. So với miền Trung Lào, kinh tế ở đây kém phát triển hơn. Hiện chính phủ Lào đang có các kế hoạch phát triển kinh tế khu vực này dựa trên Hành lang kinh tế Đông - Tây nối khu vực này với Thái Lan ở phía Tây và miền nam Việt Nam ở phía Đông. Ba trong số bốn tỉnh Nam Lào là Attapeu, Saravane, Sekong tham gia Tam giác phát triển Việt Nam - Lào - Campuchia.
Hạ Lào nằm trên Cao nguyên Bolaven có thổ nhưỡng và khí hậu thích hợp với ngành trồng cà phê (cả arabica và robusta), cao su, thuốc lào. Về sông ngòi khúc trung lưu của sông Mê Kông chiếm địa vị chính. Một phụ lưu lớn là sông Sekong chảy từ rặng Trường Sơn qua Lào rồi vượt biên giới vào Campuchia.

## Lịch sử
Thời đế chế Khmer đang ở giai đoạn hoàng kim, Nam Lào thuộc lãnh địa của Khmer. Sau khi nhà nước Lan Xang, nhà nước đầu tiên của dân tộc Lào được thành lập vào thế kỷ 14, người Lào dần đẩy lùi thế lực của người Khmer và chiếm lấy Nam Lào.
Trong Chiến tranh Việt Nam Hạ Lào được xem là khu vực từ đèo Mụ Già (khoảng vĩ tuyến 15 bắc) xuống phía nam giáp với Cao Miên. Hạ Lào là nơi lực lượng Quân đội Nhân dân Việt Nam dùng làm hành lang chuyển vận chiến cụ, nhu yếu phẩm và quân binh dọc đường mòn Hồ Chí Minh để xâm nhập Việt Nam Cộng hòa cùng hỗ trợ cho phe cộng sản Pathet Lào. Trong số hàng triệu tấn bom rải trong cuộc chiến, hai phần ba được thả xuống Hạ Lào.